# Thiên Kiều
Thiên Kiều (tiếng Trung: 天桥区, Hán Việt: Thiên Kiều khu) là một quận của địa cấp thị Tế Nam, tỉnh Sơn Đông, Cộng hòa Nhân dân Trung Hoa. Quận này có diện tích 249,05 km2, dân số năm 2001 là 480.000 người. Quận Thiên Kiều được chia ra các đơn vị hành chính gồm 13 nhai đạo và 2 trấn.